# Lusseray
Lusseray település Franciaországban, Deux-Sèvres megyében. Lakosainak száma 175 fő (2022. január 1.). Lusseray Brioux-sur-Boutonne, Chérigné, Luché-sur-Brioux, Chef-Boutonne és Melle (Franciaország) községekkel határos.

## Népesség
A település népességének változása:
| Lakosok száma | 157  | 154  | 159  | 157  | 160  | 164  | 167  | 171  | 175  |
|               | 2013 | 2015 | 2016 | 2017 | 2018 | 2019 | 2020 | 2021 | 2022 |